# Hans-Joachim Plötz
Hans-Joachim Hajo Plötz (* 26. Februar 1944 in Berlin) ist ein ehemaliger deutscher Tennisspieler.
Neben mehreren nationalen deutschen Meistertiteln in den 1960er und Anfang der 1970er Jahre hatte er 1967 seinen größten internationalen Erfolg, als er im Achtelfinale von Wimbledon stand. 1974 erreichte Hajo Plötz nach dem Halbfinalsieg gegen den Argentinier Guillermo Vilas das Finale der internationalen deutschen Meisterschaften am Hamburger Rothenbaum. 1975 konnte er als einer der wenigen deutschen Tennisspieler beim Turnier in Toronto Björn Borg im Achtelfinale besiegen. In jenem Jahr erreichte er seine beste Weltranglistenposition mit Platz 65.
1976 beendete er seine Laufbahn als Tennisprofi und eröffnete in Berlin ein Fachgeschäft für Tennis. Er spielte jedoch weiterhin aktiv Tennis und schaffte es, in allen nachfolgenden Altersklassen nationaler Meister zu werden, darüber hinaus Europa- und Weltmeister, sowohl im Einzel als auch im Doppel.

## Titel

### Bambinos
1951: Deutscher Einzelmeister Bambinos

### Junioren
1961: Deutscher Doppelmeister

1962: Deutscher Doppelmeister

1963: Deutscher Einzelmeister

### Herren
1967 Deutscher Doppel- und Mixedmeister

1969 Deutscher Doppelmeister

1970 Deutscher Doppelmeister

1971 Deutscher Doppelmeister

1974 Deutscher Doppel- und Mixedmeister

1974 Deutscher Einzel- und Doppelmeister; Finalist der Int. dt. Meisterschaften in Hamburg Sieg über Guillermo Vilas im HF

1975 Sieger Int. Meisterschaften in Stuttgart; Viertelfinale in Toronto Sieg über Björn Borg

1976 Deutscher Mixedmeister

### Jungsenioren
1983 Weltmeister im Team

1985 Deutscher- und Europameister

### Senioren
1991 Weltmeister im Team, Deutscher Einzel- und Doppelmeister

1992 Weltmeister im Team

1993 Europameister im Doppel

1995 Vize-Weltmeister im Team, Deutscher Einzel- und Doppelmeister

1999 Deutscher Einzel- und Doppelmeister

2000 Weltmeister im Doppel

2001 Weltmeister im Einzel

2004 Weltmeister im Doppel, Deutscher Einzel- und Doppelmeister

2010 Deutscher Meister im Einzel